# 炎魔
炎魔（Balrog）是托爾金（J.R.R. Tolkien）的奇幻小說世界中土大陸裡的虛構種族。
炎魔是「黑影與火焰的邪惡生物」，它們手中握著火鞭，為次級神，擁有永恆的壽命，可以隨意從自己體內取出適用的武器。炎魔站立起來有人類的三、四倍高，背後拖著一條長度等於身高的尾巴，擁有一對巨大的翅膀，頭上長了一對彎角，全身覆滿烈焰。

## 外貌
炎魔擁有燃燒的黃眼睛，以及火苗灼燒、蒸氣發散的鬃毛。手臂長而有力，力量非常強悍，背生翅膀。它們的輪廓就像是巨大的人形惡魔，身披游移的影子，核心是熊熊的烈焰，最主要的武器便是灼熱的火焰長鞭。
炎魔出現於托爾金許多作品，包括《哈比人歷險記》（1937）、《魔戒三部曲》（1954-55），以及他身故後由兒子克里斯托夫·托爾金編輯並出版的《精靈寶鑽》（1977）、《未完成的故事》（1980）和《中土世界的歷史》（1983-96）系列，而當中只有二位炎魔有記載姓名，分別是勾斯魔格和摩瑞亞炎魔。

## 歷史

### 雙樹紀
炎魔隸屬邁雅一族，本是世界之初協助維拉這些最強大的埃努建設阿爾達的較弱埃努，然而墮落的維拉米爾寇把某些邁雅腐化為火焰災靈，炎魔因而誕生。當米爾寇徹底墮落成為天魔王魔苟斯時，這些炎魔也跟隨他墮落，成為其麾下最強大的爪牙。炎魔存世的數量不為人知，儘管它們曾被構思為數以百計的存在，部分故事也曾提到一整支炎魔大軍，然而一份晚期的筆記指出，歷史上僅存在過七隻炎魔。 
當魔苟斯與眾維拉展開交戰時，炎魔身居魔苟斯用於禍害阿門洲與中洲的大本營烏塔莫和安格班之內鎮守。後來魔苟斯被打敗，烏塔莫要塞被毀後，炎魔們都藏入安格班地底的洞穴，等待魔苟斯從囚禁中歸來。
雙樹紀元1495年，魔苟斯殺害芬威並偷取精靈寶鑽逃亡中洲。此時一個蜘蛛形態的邪惡生靈昂哥立安試圖奪得精靈寶鑽，它編織網綑綁着魔苟斯，然而潛伏在安格班的眾炎魔聽見魔苟斯叫喊前來相助。炎魔們的火鞭將魔苟斯解救出昂哥立安的巨網，並將它擊退，後者於是驚懼而逃。
雙樹紀元1497年，芬威之子費諾為奪回精靈寶鑽進軍安格班，儘管費諾大勝了魔苟斯的軍隊，但在他追殺殘兵途中，炎魔大軍出擊將他包圍。費艾諾被它們的火鞭多次擊打仍繼續戰鬥，直至身受炎魔首領勾斯魔格的致命重創。費諾傷重不治離世之後，魔苟斯聲稱欲與精靈和談。然而他秘密派遣一些炎魔與使節同行，伏擊並俘虜了費諾之子梅斯羅斯。